# Draplavý
Přírodní rezervace Draplavý se nachází asi dva kilometry severovýchodně od kostela ve Starých Hamrech v Lysohorské hornatině v Moravskoslezských Beskydech. Důvodem pro vyhlášení PR byla snaha o ochranu malého zbytku původní pralesovité jedlobučiny.

## Flóra
Území PR pokrývají většinou druhotné kulturní smrkové lesy se smrkem ztepilým (Picea abies). Původní jedlobukový prales zůstal zachován pouze na příkrých březích potoka.
V bylinném patře rostou typické druhy květnatých bučin jako svízel vonný (Galium odoratum), pitulník horský (Lamium montanum) a bažanka vytrvalá (Mercurialis perennis).

## Fauna
Území rezervace je významné jako hnízdiště vzácných druhů ptáků jako je například lejsek malý (Ficedula parva), čáp černý (Ciconia nigra) a holub doupňák (Columba oenas).